# Агентство з питань обслуговування систем інформації та зв'язку НАТО
Агентство з питань обслуговування систем інформації та зв'язку НАТО (англ. NATO Communications and Information Agency (NCIA)) — агентство НАТО, що здійснює IT-підтримку та IT-забезпечення діяльності штаб-квартири, командних структур, агентств та проектів НАТО.

## Історія
За результатами саміту НАТО в Лісабоні у листопаді 2010 було прийнято рішення про реформу 14 агентств НАТО у сфері закупівель, підтримки і зв'язку та інформації. Метою такої реформи було зменшення витрат, а також підвищення ефективності при взаємодії між різними структурами.
1 липня 2012 шляхом злиття Агентства з консультацій, командування і управління НАТО, Агентства з управління ACCS НАТО, Агентства з комунікацій та обслуговування систем інформації НАТО, програми ALTBMD та частини штаб-квартири НАТО було утворене Агентство з питань обслуговування систем інформації та зв'язку НАТО. Процес злиття завершився у 2015 р.

## Завдання
Агентство з питань обслуговування систем інформації та зв'язку НАТО забезпечує інформаційну, технологічну та комунікаційну складову діяльності Альянсу (зокрема, забезпечує функціонування DI-порталу НАТО https://diweb.hq.nato.int). Також Агентство займається боротьбою з новими викликами — протиракетною обороною та боротьбою з кібератаками шляхом впровадження кіберзахисту в тактичному обладнанні з метою забезпечення кібербезпеки тактичних мереж та підрозділів.
Агентство також проводить централізоване планування, розробку систем, впровадження та управління конфігурацією для повітряного командування НАТО і системи контролю управління по програмі ACCS, а окрім того — забезпечує обмін та спільне використання інформації союзниками по Альянсу в рамках програми "Федеративна мережа місій" (англ. NATO Federated Mission Networking (FMN)).

## Структура
Центральний офіс Агентства розташований в Брюсселі. Також наявні офіси у Гаазі, Монсі та Афганістані. Керівництво Агентством здійснює Наглядова рада (ASB), яка формується з представників усіх країн-членів НАТО та керує діяльністю організації. Наглядова рада в консультації з Генеральним секретарем НАТО призначає Генерального директора Агентства. Наглядова рада звітує перед Північноатлантичною радою.